# Psychotria platycocca
Psychotria platycocca är en måreväxtart som beskrevs av Asa Gray. Psychotria platycocca ingår i släktet Psychotria och familjen måreväxter. Inga underarter finns listade i Catalogue of Life.